# Izé
Izé é uma comuna francesa na região administrativa da Pays de la Loire, no departamento de Mayenne. Estende-se por uma área de 28,15 km². Em 2010 a comuna tinha 467 habitantes (densidade: 16,6 hab./km²).